# إيفالداس كيريس
إيفالداس كيريس مواليد 11 أكتوبر 1990 في ليتوانيا، هو لاعب كرة سلة ليتواني. بدأ مسيرته الاحترافية في سنة 2007. يلعب كلاعب وسط. يحمل الرقم 23. لعب مع ليتوفوس رايتس في الدوري الليتواني لكرة السلة وأوشاك سبورتيف في الدوري التركي لكرة السلة.

## روابط خارجية
- إيفالداس كيريس على موقع الاتحاد الدولي لكرة السلة (الإنجليزية)
- إيفالداس كيريس على موقع كرة السلة الأوروبية.كوم (الإنجليزية)
- إيفالداس كيريس على موقع ريلجم (الإنجليزية)
- إيفالداس كيريس على موقع بروبوليرز (الإنجليزية)
- إيفالداس كيريس على موقع سبورتس رفرنس (الإنجليزية)